# Rue Larrey (Paris)
Pour les articles homonymes, voir Rue Larrey.
La rue Larrey est une voie située dans le quartier du Jardin-des-Plantes dans le 5e arrondissement de Paris. Elle ne doit pas être confondue avec l'ancienne rue du Paon-Saint-André, renommée rue Larrey en 1851 et supprimée officiellement en 1866 (et dans les faits en 1875-1876).

## Situation et accès
Voie à sens unique formant un angle droit et constituée de deux tronçons, elle commence au niveau de la place Monge et se termine au niveau du 75 bis de la rue Daubenton (dans le sens de la circulation).

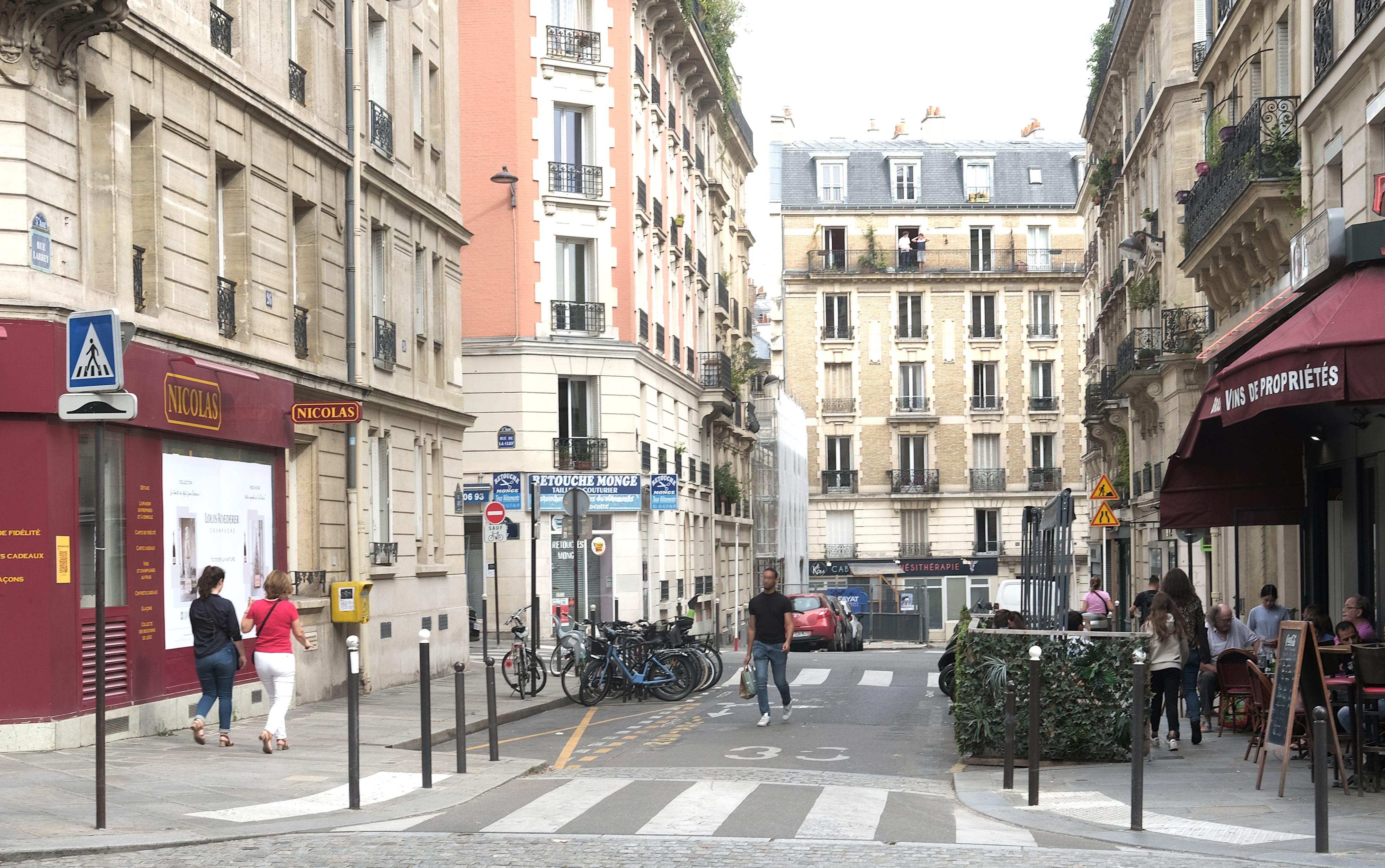
Rue Larrey depuis la rue Monge.
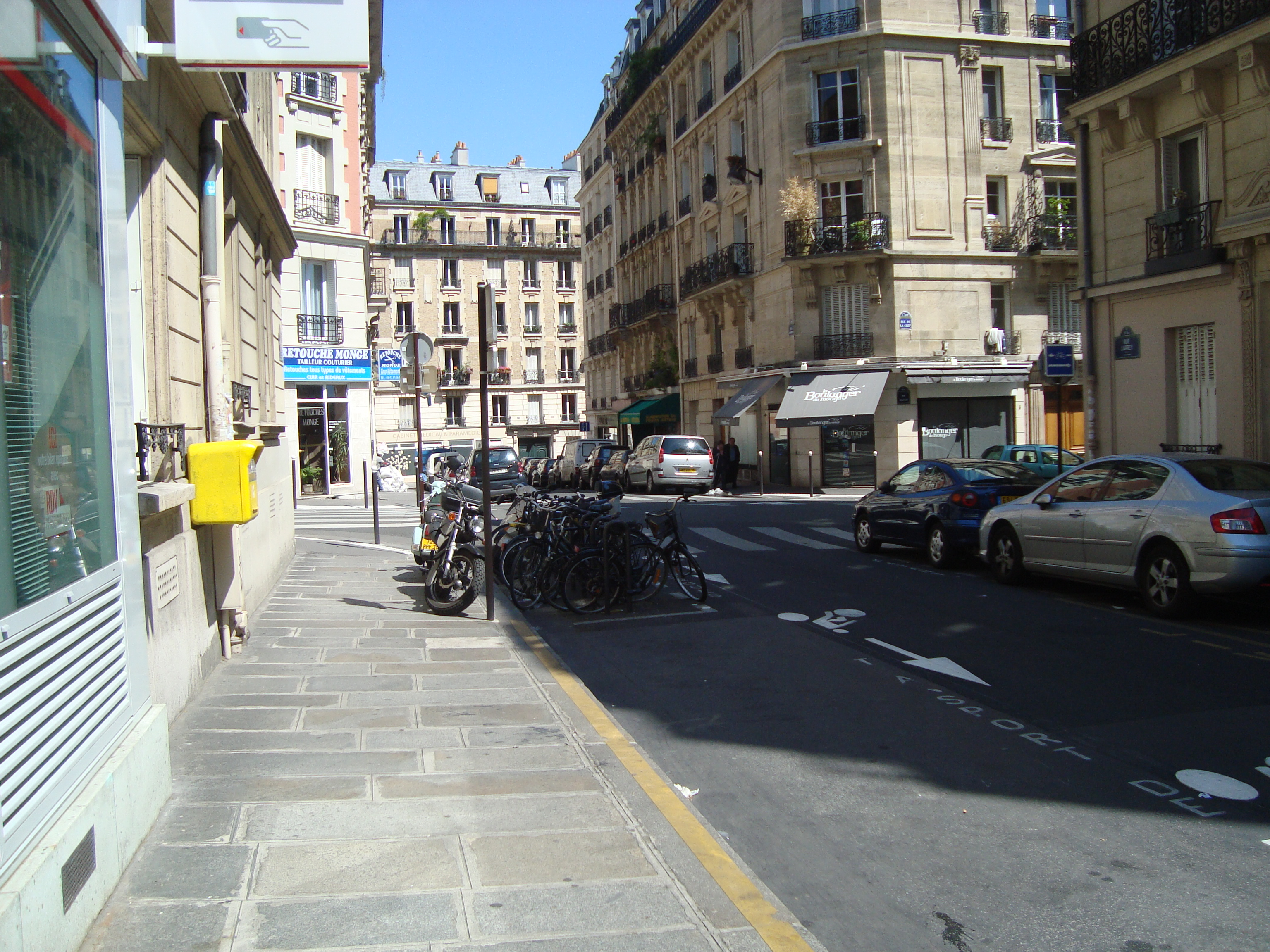
Autre vue de la partie nord .

La rue Larrey est desservie à proximité par la ligne 7 aux stations Place Monge et Censier - Daubenton.

## Origine du nom
Elle porte le nom du baron Dominique-Jean Larrey (1766-1842), chirurgien militaire, célèbre notamment sous le Premier Empire.

## Historique
Sur les plans du XVIIe siècle, la voie est nommée rue Jean Mesnard et de Jean Mole. Elle reliée la rue Neuve-d'Orléans (rue Daubenton) à la rue du Puits-de-l'Ermite. Dès 1650, elle prend le nom de rue de la Fontaine, en raison d'une maison qu’on appelait la Grande-Fontaine. En 1867, elle est renommée rue de la Pitié.
Trois rues sont ouvertes entre la rue Monge, nouvellement percée, et la rue de la Clef. Décision est prise d'appeler l'une d'elles rue Larrey en 1881 (les deux autres étant appelées rue Malus et rue Dolomieu). Ces trois rues ne sont toutefois classées au nombre des voies publiques qu'en 1883. 
En 1884, il est décidé d'agrandir l'hôpital de la Pitié et d'élargir la rue de la Pitié.
La rue de la Pitié est prolongée vers le nord à l'ancien emplacement de la prison Sainte-Pélagie, démolie en 1898, où furent enfermés nombre de prisonniers célèbres, dont Évariste Galois.
L'hôpital de la Pitié est détruit en 1912 et un immeuble d'habitations à bon marché est construit en 1926 par Georges Albenque et Eugène Gonnot sur une partie de son emplacement.
En 1918, la rue de la Pitié et la rue Larrey fusionnent.

## Bâtiments remarquables et lieux de mémoire
- À l'emplacement de l'hexagone situé entre la rue Lacépède, la rue Geoffroy-Saint-Hilaire, la rue Daubenton, la rue Larrey, la place du Puits-de-l'Ermite et la rue de Quatrefages se trouvait l'hôpital de la Pitié, détruit en 1912.
- Des logements sociaux de type HBM de la Société amicale de prévoyance de la préfecture de police de Paris sont présents dans la rue depuis les années 1930.
- No 9 : entrée annexe du théâtre de la Vieille-Grille, encore visible comme devanture et entrée principale de l'Ours et la Vieille Grille, lieu culturel qui l'a remplacé. La grille, ornée d’une tête de Bacchus, est celle d’un ancien marchand de vin[8]. Elle est décorée de pommes de pin. Ce motif rappelle que la poix de résine était utilisée pour assurer l’étanchéité des tonneaux[9].
- No 11 : Le physicien Jean Langevin et sa femme Edwige Grandjouan ont habité à ce numéro.
- No 14 : immeuble de rapport, œuvre de l'architecte LP Marquet dont la façade a été primée au concours de façades de la Ville de Paris, en 1908[10].

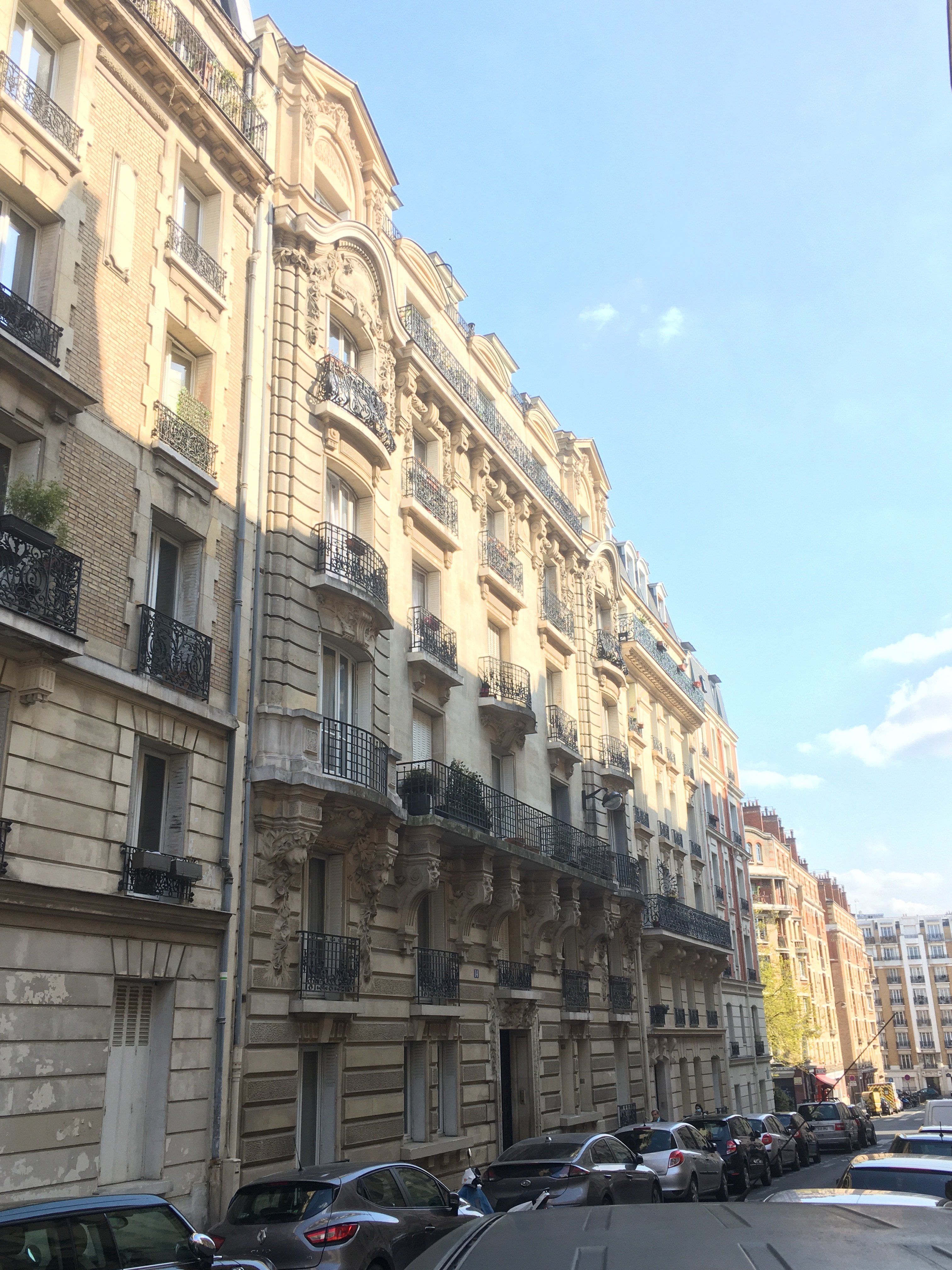
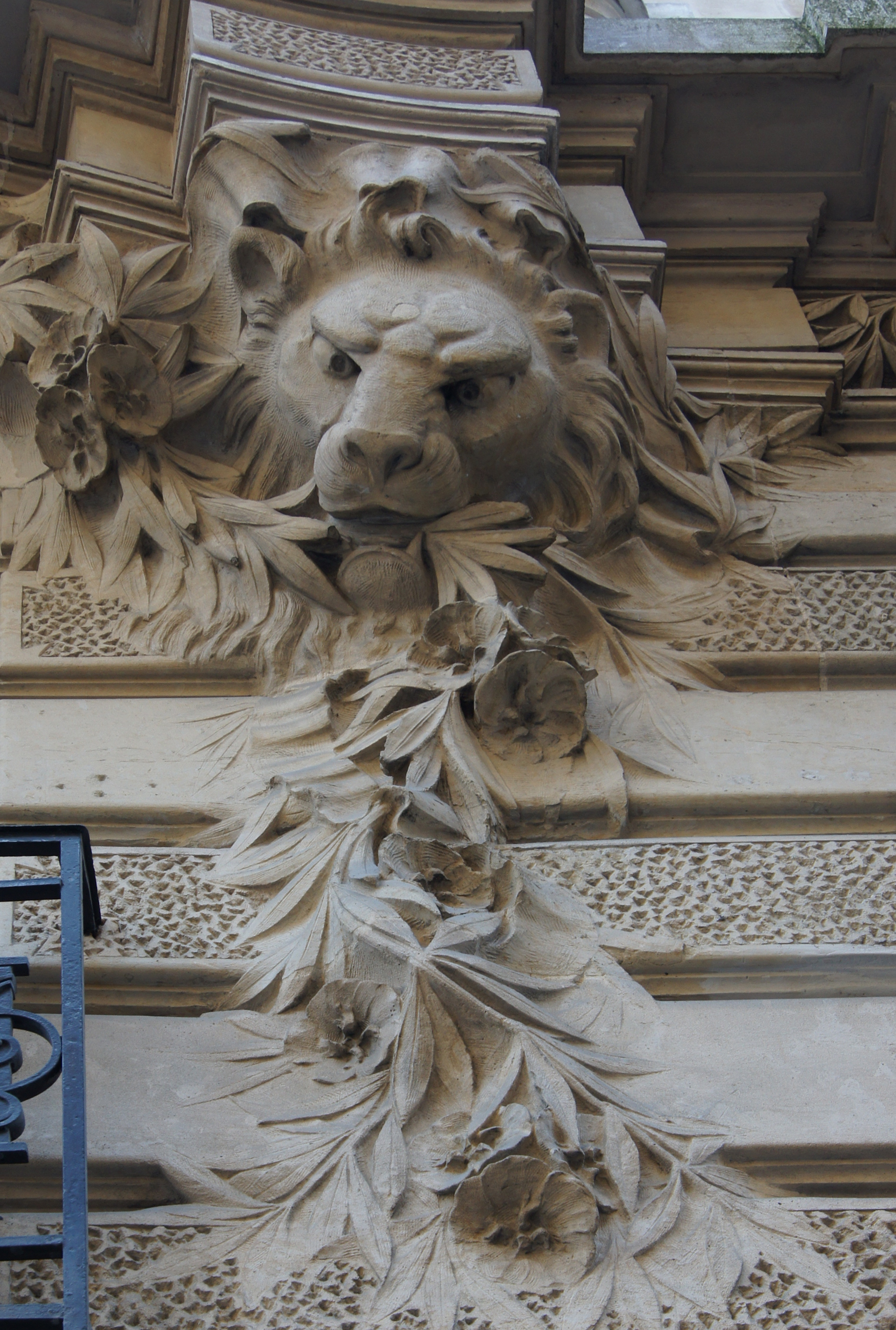
Lions monumentaux 14 rue Larrey.
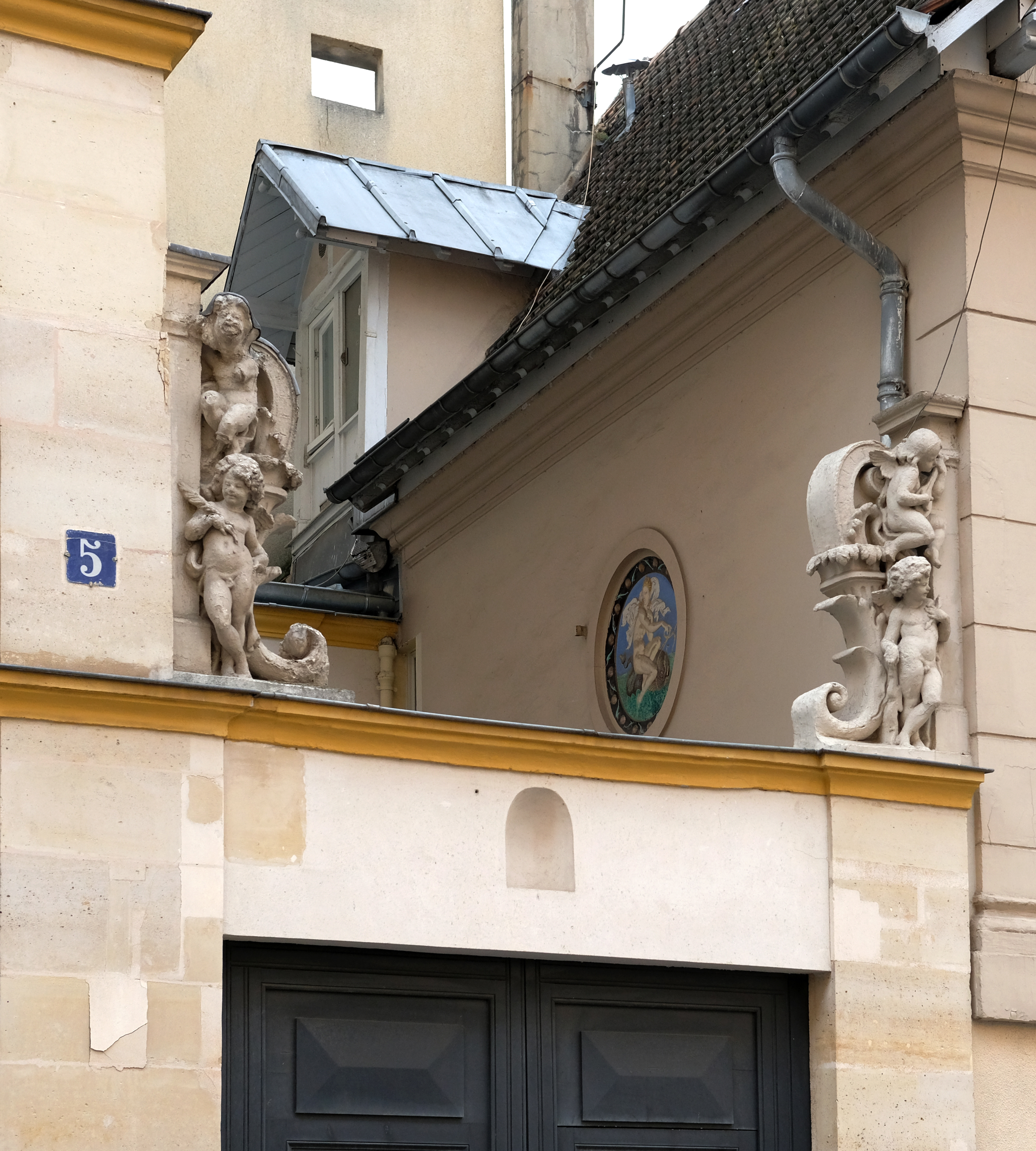
Portique au no 5.
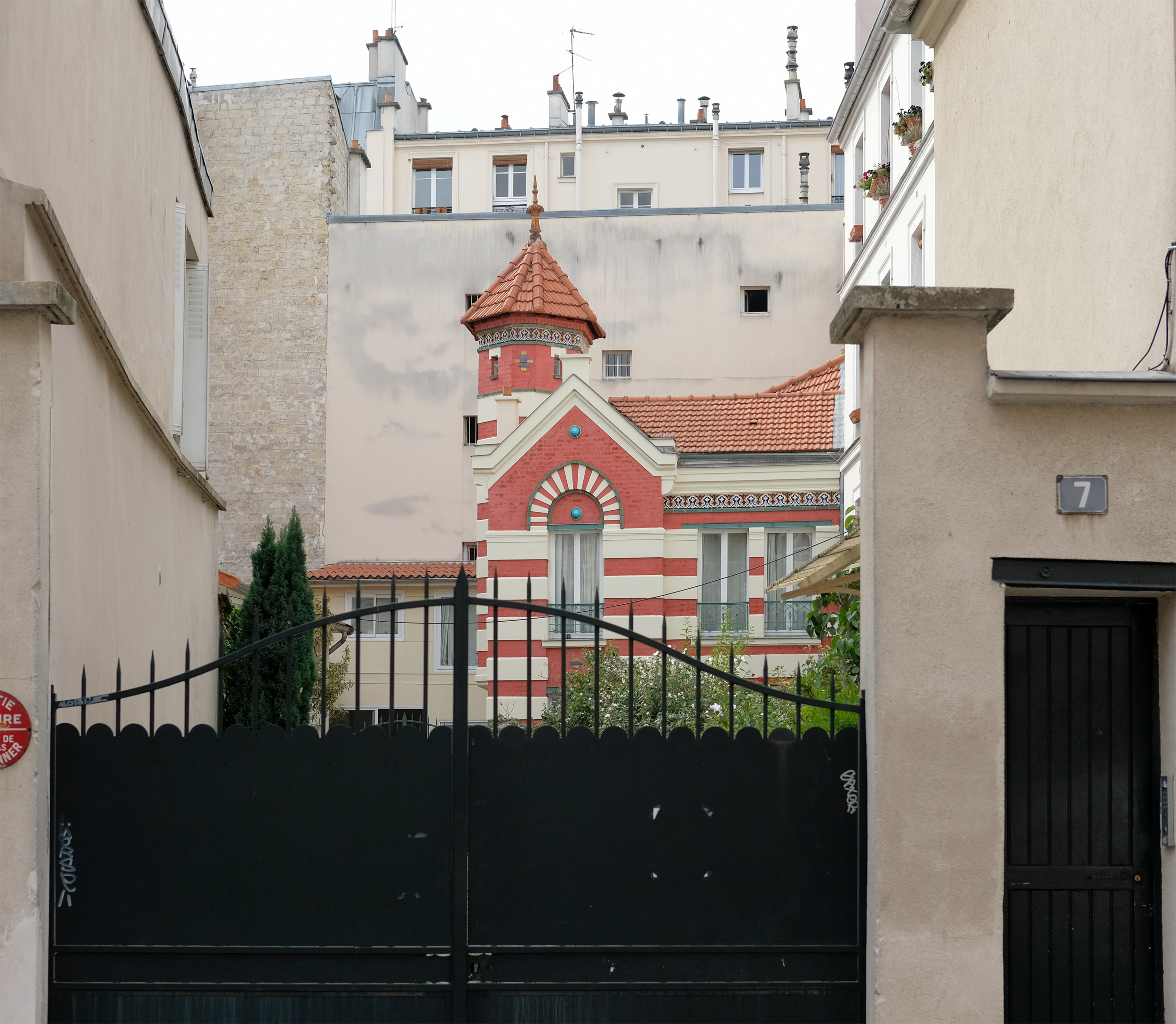
« Folie » au no 7.
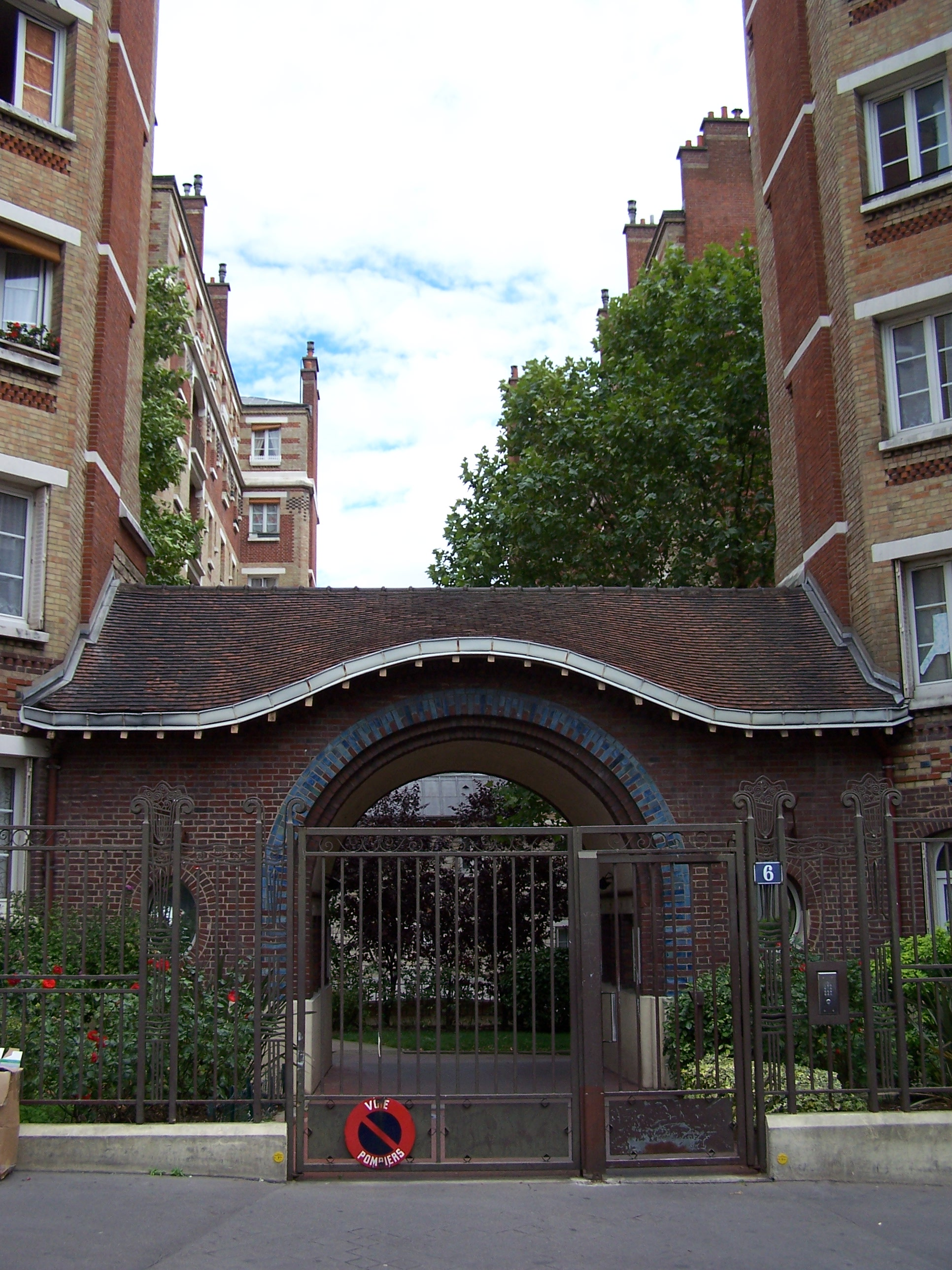
Entrée des HBM.
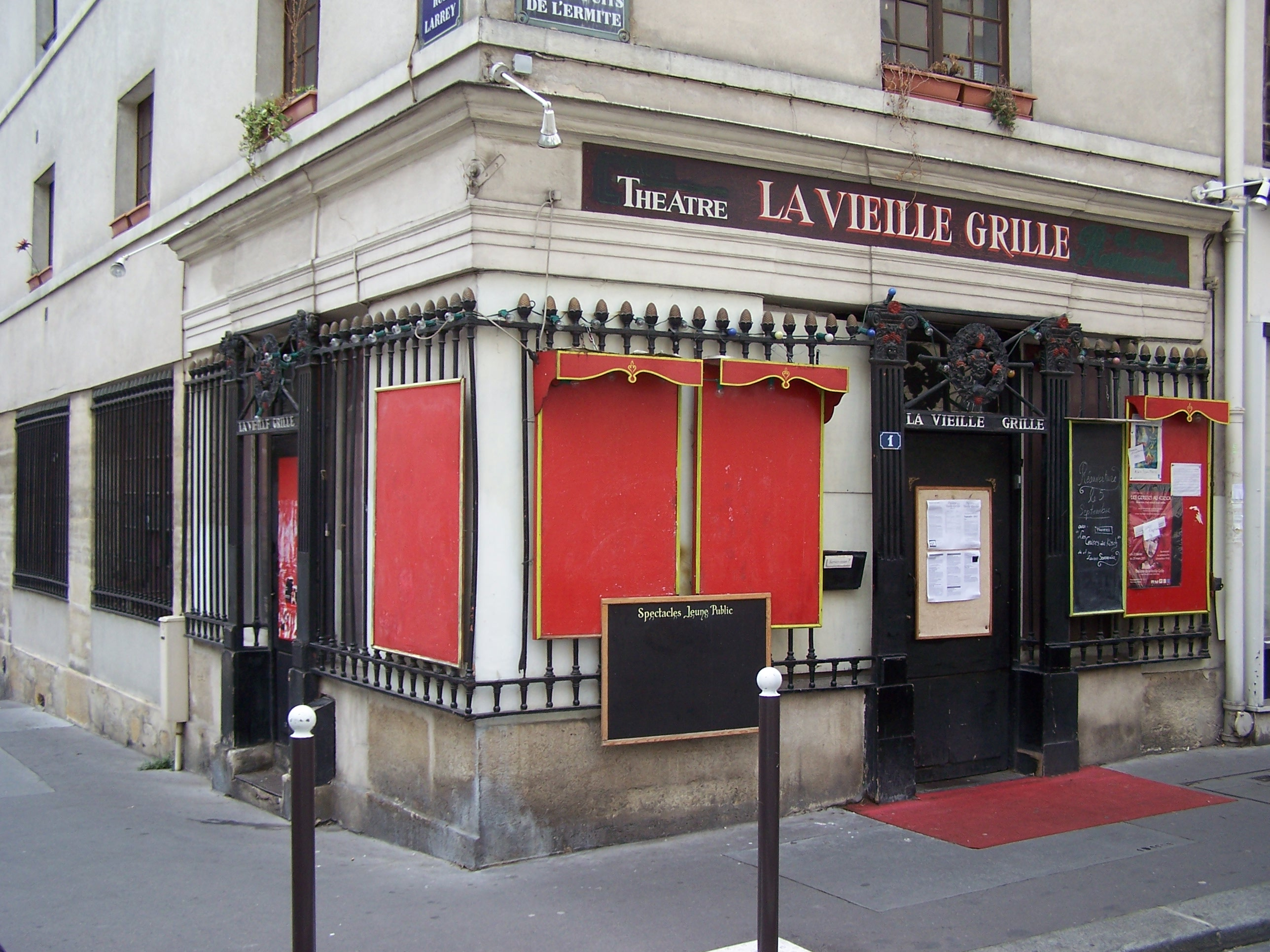
Entrée secondaire du théâtre de la Vieille-Grille.
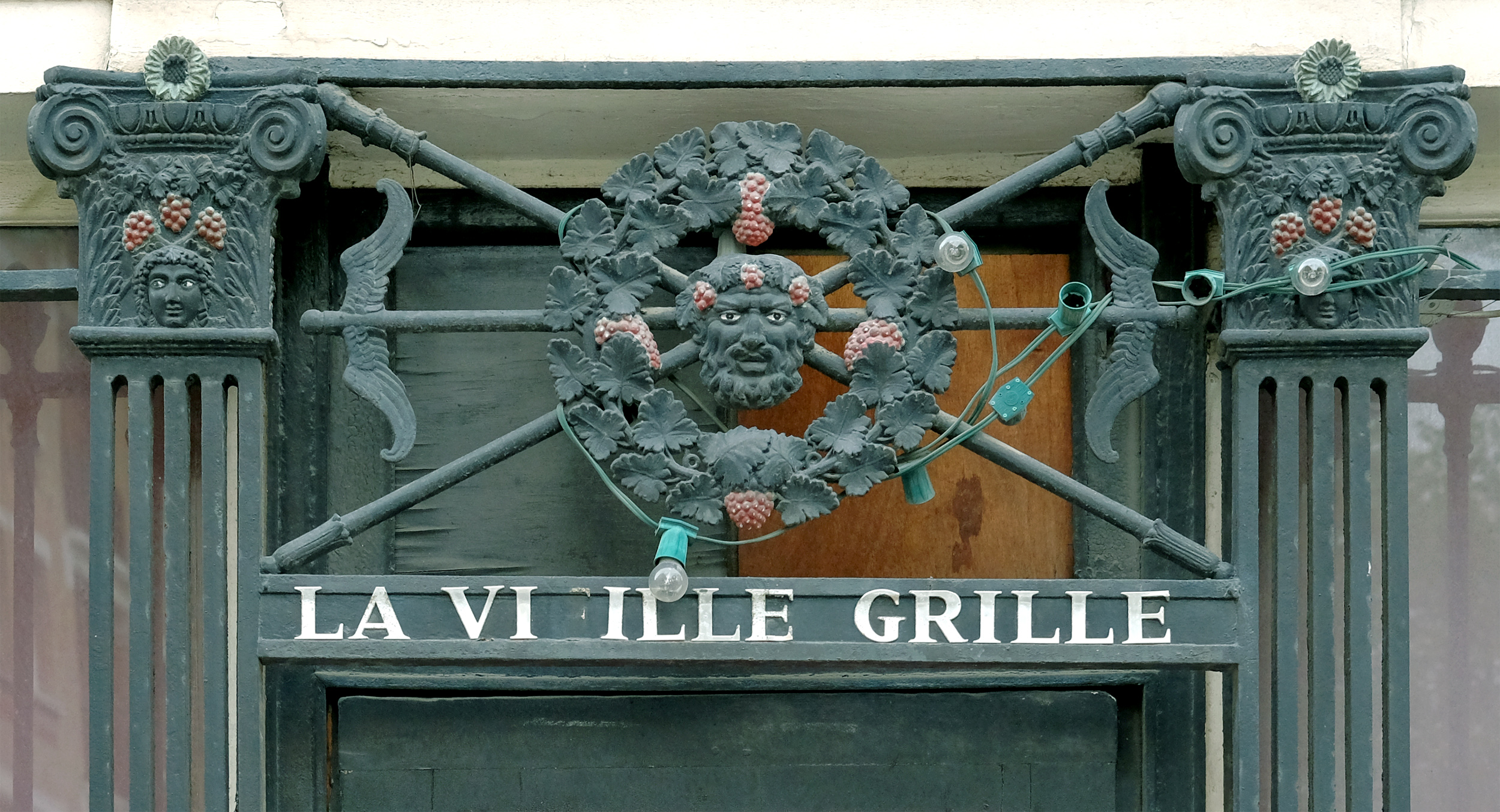
Détail de la grille.